# Antoine Marcourt
Antoine Marcourt ou Antoine de Marcourt (vers 1485 - Saint-Julien-en-Genevois, 1561) est un pasteur réformé d’origine picarde. Il est l’un des artisans du début de la Réforme en France.  

## Biographie

### 1530-1538: Marcourt à Neuchâtel
Après avoir introduit la Réforme à Neuchâtel, Guillaume Farel fait appel à Antoine Marcourt pour qu’il y prenne sa place de pasteur. Marcourt quitte donc Lyon avec sa femme Marguerite de Crane pour s’installer à Neuchâtel dans les derniers jours de 1530.
Dès 1531, Antoine Marcourt travaille à la propagation et à l’établissement définitif de la Réforme dans tout le pays de Neuchâtel et de Valangin, notamment en faisant des expéditions missionnaires dirigées contre Valangin, Grandson et Val-de-Travers.  Pendant ces expéditions prédicatoires et iconoclastes qu’il fait entre 1530 et 1533, il est remplacé par divers collaborateurs, tels Christophe Fabri (janvier 1532), Pierre Viret (1531 et 1533), Thomas Malingre (1533).
L’arrivée de l'imprimeur Pierre de Vingle à Neuchâtel, sous l'impulsion de Guillaume Farel, marque un tournant dans la carrière d'Antoine Marcourt. Exilé de Lyon à cause de la publication d'un Nouveau Testament en français, Pierre de Vingle arrive entre la mi-juin et la mi-août 1533 et, fait significatif, la satire de Marcourt (le Livre des Marchans) sort des presses dès le 22 août 1533. S'enchaînent ensuite plusieurs publications écrites par Marcourt et imprimées par Pierre de Vingle : Confession et raison de la foi de maistre Noel Beda (décembre 1533), les fameux "placards" contre la messe (Articles véritables sur les horribles, grans et importables abuz de la Messe papale, octobre 1534), Petit Traicté tresutile et salutaire de la saincte Eucharistie (novembre 1534). Pierre de Vingle meurt en 1536 et Marcourt n'écrit plus par la suite.

### 1538-1540: Marcourt à Genève
Un violent désaccord entre Guillaume Farel, Jean Calvin et Élie Coraud, d'une part, et le Conseil de Genève, d'autre part, quant à l’indépendance ecclésiastique vis-à-vis de l’État provoque le bannissement des trois réformateurs en avril 1538. Le poste de pasteur est proposé à Marcourt, qui accepte et arrive à Genève le 22 juin 1538.
Marcourt officie avec Jean Morand, Jacques Bernard et Henri de la Mare. Ils sont impopulaires parmi les partisans de Calvin et Farel, c'est-à-dire en grande partie les Guillermins qui président au Conseil, parce qu’ils acceptent la mainmise du civil sur le spirituel. Il y a par ailleurs une poche de résistance au Collège à cause des fervents adeptes de Calvin comme le principal Antoine Saunier. Dans cette hostilité ambiante, les prédicateurs présentent leur démission collective par la plume de Marcourt le 31 décembre 1538, mais le Conseil la refuse. Une tentative de réconciliation entre Marcourt et les autres pasteurs de Genève avec Calvin et Farel aboutit le 12 mars 1539 avec les accords de Morges.
C’est toujours en 1539 que Jacopo Sadoleto, évêque de Carpentras, s’adresse dans son "épître" aux prédicateurs Marcourt et Bernard et plus largement aux Genévois pour les ramener à l’Église romaine. Le Conseil de Genève fait suivre la lettre aux magistrats bernois, qui pensent à Pierre Viret pour écrire une réponse. C’est finalement à Jean Calvin que revient le mérite de la réponse. Les prédicateurs manquent ainsi une occasion d’asseoir leur autorité à Genève, mais Calvin renforce sa position dans son parti.
Finalement, le parti guillermin, hostile à Marcourt, gagne la majorité du Conseil en juillet 1540. Marcourt quitte ses fonctions le 21 septembre 1540, après quoi le Conseil fait appel à Calvin pour reprendre la place de pasteur.

### 1540-1561: Marcourt mis à l'écart
Réputé anti-calvinien, Marcourt termine sa vie écarté des responsabilités par Calvin, Farel et Viret. Il devient pasteur du village de Curtilles le 21 mars 1541, puis de Versoix en 1543 et enfin de Saint-Julien-en-Genevois le 28 mars 1549. À la mort du pasteur de Neuchâtel Jean Chaponneau, le 22 octobre 1545, Guillaume Farel réussit à contrer le retour de Marcourt dans cette ville où il est encore populaire. C’est un de ses hommes, Christophe Fabri, qui prend la place le 20 février 1556.

## Œuvres
Il est surtout connu pour avoir rédigé les affiches à l’origine de  l’affaire des Placards  en 1534. Le titre intégral du pamphlet placardé est Articles véritables sur les horribles, grands et importables abus de la messe papale, inventée directement contre la Sainte Cène de notre Seigneur, seul médiateur et seul Sauveur Jésus-Christ.
Son Livre des marchans, pamphlet contre les dignitaires ecclésiastiques considérés comme des marchands de la parole divine, est un véritable succès, à tel point qu'il est réimprimé un an après, en décembre 1534.